# Marguerite Gourdan
Pour les articles homonymes, voir Gourdan.
Marguerite Gourdan, née Marguerite Stock le 8 juin 1727 à Larzincourt (Marne) et morte le 28 novembre 1783 à Paris, est une des plus célèbres entremetteuses du XVIIIe siècle.

## Biographie
Fille d'un marchand, Sébastien Stock ou d'Estocq, et de Jeanne Maslot, qui s'unirent à Larzincourt le 30 avril 1725, elle est le deuxième enfant d'un fratrie de 10 à 12.
Elle débute comme demoiselle de magasin, dans un commerce de modes. Venue à Paris en compagnie d’un jeune officier qui ne tarde pas à la quitter, elle épouse le 13 novembre 1748, à Larzincourt, François-Didier Gourdan, receveur des aides . Bien que condamné à mort par contumace, son mari n’en deviendra pas moins, quelques années plus tard, capitaine général des fermes à Brest, puis à Cavaillon et détenteur de l’entrepôt général de Carpentras.
En 1754, Marguerite Stock est débitante de tabac jusqu’à une dispute violente avec ses employeurs, les époux Diodé, survenue le 15 juillet 1756. Elle reprend alors, grâce à la complaisance intéressée de son mari, le genre de vie qu’elle avait choisi à son arrivée dans la capitale. Elle fait la connaissance d’un gentilhomme officier aux Gardes, duquel elle a une fille. À la suite de cette naissance, l’officier lui alloue une rente annuelle de six mille livres, et, successivement, des cadeaux en bijoux et diamants pour plus de quarante mille livres.
Après quatre années de ménage à trois, l’officier meurt. En 1759, Marguerite Gourdan fonde, avec cette première fortune, un établissement de prostitution dans la rue Sainte-Anne. Installée avec un certain luxe, l’un de ses premiers clients est, en 1760, le chevalier Jean-Baptiste Dubarry. 
Les pamphlétaires de la même époque prêtent à Marguerite Gourdan une influence décisive sur l’éducation de la jolie Jeanne Vaubernier, dit Lefeuve, surnommée « l’Ange », qui deviendra plus tard la comtesse du Barry, la plus renommée des maîtresses de Louis XV, mais ces assertions reprises par certains auteurs peu scrupuleux, comme les Goncourt, sont issues des pires ragots de la fin du XVIIIe siècle, commandes politiques des Choiseul à leur « créature », Pidansat de Mairobert, et n’ont pas de fondements sérieux. S’il est évidemment arrivé que Jean du Barry se rende dans les bordels comme beaucoup d’hommes, mariés ou non, la future comtesse, sa belle-sœur, était sous la protection de Jean Baptiste Buffault et de son épouse qui, à la tête d’une grande fortune, possèdent, entre autres, un magasin de mode de luxe réputé, « les traits galants », rue Saint-Honoré où la future comtesse du Barry gagne honnêtement sa vie. Mme du Barry a toujours conservé des liens très étroits avec la famille Buffault et il est impensable qu’elle ait été une des pensionnaires de l’établissement de la Gourdan.
Rêvant d’une maison plus importante que celle fondée rue Sainte-Anne, Marguerite Gourdan s’installe, au cours de l’année 1763, rue Comtesse-d’Artois, dans un immeuble appartenant alors au sieur Marion, marchand épicier. C’est le séjour prolongé dans cette rue qui vaut, sans aucun doute, à la proxénète le surnom de « Comtesse » ou de « Petite Comtesse ».
Au fur et à mesure que la situation des époux Gourdan s’améliore, la complaisance du mari se complique sans doute d’exigences qui deviennent une gêne pour Marguerite Gourdan, car elle résout subitement de s’affranchir du joug matrimonial. Ayant demandé et obtenu, le 9 mars 1765, la séparation de biens contre son mari, elle peut donner plein essor à son ambition.
Trois ans plus tard, le 4 janvier 1768, un incendie détruit en partie le mobilier du salon de Marguerite Gourdan, qui demeure rue Comtesse-d’Artois jusqu’au début de l’année 1773, époque à laquelle elle a des démêlés avec la police et séjourne quelque temps à l’hôpital de Bicêtre, spécialement institué pour y soigner les personnes atteintes de maladies vénériennes (et notamment les prostituées). Elle y fait la connaissance d'une autre femme, connue pour sa beauté, son esprit et son libertinage : Justine Paris. Dès qu’elles se voient, une vive sympathie les réunit et elles pensent bientôt que, selon l’historiographe Lefeuve, leur « conformité de goûts et d’habitudes, peut être avantageusement utilisée pour leurs intérêts communs ». La retraite forcée où vivent ces femmes leur permet de méditer sur les inconvénients du métier qu’elles professent et d’envisager les moyens susceptibles d’y remédier. Elles forment ainsi le projet de fonder en association un établissement de prostitution unique en son genre, dont Justine Paris serait la « mère abbesse » et Marguerite Gourdan coadjutrice.

## Le 23 de la rue Dussoubs
Aussitôt sorties de l’hôpital, les deux matrones se mettent en devoir d’exécuter leur plan. Elles établissent en 1774, à l’angle de la rue Saint-Sauveur et de la rue des Deux-Portes, ce fameux temple dédié à la déesse Vénus avec tout le luxe et le confort de l’époque. Mitoyenne d'un riche et ancien hôtel appartenant à Charles-François Baude, receveur des Loteries, l'immeuble à façade sobre inspire confiance et abrite une boutique d’antiquaire dans laquelle un escalier conduit au premier étage, où un appartement communique avec le « vestiaire » (ou « salle de bal ») de la maison de passe, par où entrent les visiteurs de marque pour qui l’incognito est nécessaire. 
Justine Paris ne profite pas longtemps de cette nouvelle entreprise. En novembre 1774, elle meurt, emportée par la maladie vénérienne qui l’avait conduite à Bicêtre. Marguerite Gourdan ne juge pas utile de reprendre une associée et continue à diriger, seule, l’établissement de la rue des Deux-Portes-Saint-Sauveur, s’empressant d’établir autour d’elle un véritable état-major d’émissaires, de pourvoyeuses et de marcheuses, dont le rôle est de lui recruter des volontaires intéressantes, qu’elle pourchasse par tous les moyens, à Paris comme en province, pour constituer ce qu'elle appelle son « sérail ». Celle-ci loge, nourrit, blanchit, coiffe ses pensionnaires qui l’appellent leur « mère ». Elle fournit en outre tous les habillements, jusqu’aux chemises nécessaires à leur négoce, aux pensionnaires qui travaillent pour son compte et n’ont pour elles d’autres bénéfices que les « rubans »
Marguerite Gourdan édicte, à l’usage de ses pensionnaires, un règlement en vingt articles, agrémenté, en complément, d’Instructions pour une jeune demoiselle qui veut faire fortune avec les charmes qu’elle a reçus de la nature.
En dehors de son sérail, Marguerite Gourdan a sous ses ordres bon nombre de femmes qui travaillent en appartements particuliers, prêtes à se rendre chez les hommes qui ne veulent ou ne peuvent se déplacer, ou à des « soupers » en ville. Ce groupe extérieur de courtisanes attachées à la maison de Marguerite Gourdan, constitue ce qu’elle appelle sa « Légion ». Parmi celles-ci de nombreuses demoiselles constituant la troupe de l’Académie de musique, renommées pour leur vertu facile depuis la fondation de l’Opéra. Les pensionnaires du Théâtre-Français ou Théâtre-Italien, comme Mlles Dumesnil, Hus et Gaussin, sont également du nombre. La célèbre comédienne Marguerite Brunet dite Mlle Montansier lui sert, quant à elle, de rabatteuse.
Un troisième système de recrutement à la disposition de Marguerite Gourdan s’effectue grâce à quelques bourgeoises peu scrupuleuses, qui consentent à conduire leurs filles rue des Deux-Portes afin d’en tirer profit. Enfin, d’autres bourgeoises en quête d’argent pour se procurer des toilettes, ou pour jouir d’une existence plus agréable que celle qu’elles vivent ordinairement auprès de leurs époux, constituent une quatrième catégorie d’éléments pour la maison Gourdan.
Les combinaisons de Marguerite Gourdan sont multiples. Tout ce qui touche à son état lui est connu. En dehors de la direction de son établissement et de l’arrangement des parties fines soit chez elle, soit dans les petites maisons de la noblesse, elle procure, en appareilleuse consommée, des femmes aux hommes, des jeunes gens aux « sodomistes » et des « succubes » (jouant le rôle passif dans les ébats amoureux féminins) aux « tribades ». Les lesbiennes les plus renommées se recommandent toutes auprès de Marguerite Gourdan pour avoir de jeunes et jolies filles, expérimentées ou débutantes. Parmi celles-ci, Mme de Fleury, femme de l’avocat général et ancien Procureur royal René-Nicolas de Maupeou  et fondatrice de la « secte Anandryne ».
La maison de Marguerite Gourdan sert aussi à des dames dont la situation mondaine exige des précautions dans l’accomplissement de leurs escapades. Parmi celles à qui Marguerite Gourdan offre très obligeamment l’hospitalité pour voir clandestinement leurs amants, on compte Mme de Stainville[Qui ?], qui y retrouve l’acteur Clairval de la Comédie-Italienne. Dans cette catégorie de clientèle se retrouve également le duc de Choiseul, qui a pour sa sœur, la duchesse de Gramont, une affection plus que fraternelle[réf. nécessaire]. Théveneau de Morande assure dans le Gazetier cuirassé : « On compte à Paris, dit-il, plus de cent cinquante femmes connues dans le monde sous les noms de comtesses et de marquises, auxquelles Mme Gourdan assure avoir refusé plusieurs fois sa porte. »
Parmi les clients célèbres de Marguerite Gourdan, on trouve encore Christian IV de Palatinat-Deux-Ponts, le prince de Conti, le marquis de Fitz-James, le chevalier de Coigny, le duc de Chartres, le duc de Mazarin, le duc de Grammont, le marquis de Romcy, le marquis de Nesle, le duc de Fronsac, le fermier général Dangé, le marquis de Genlis, le duc de Luynes, le marquis César de Talaru, M. de Montaigu, M. de Moudran, le marquis de Duras, le duc de la Trémoille, le chevalier de Piis, le négociant Émery, le banquier Pexiotte. 
Parmi les ecclésiastiques, on trouve le père Élysée, le père Bernard, le séminariste M de Calonne, le professeur en théologie Adrien Aubert, l’aumônier François de Clugny, le docteur en Sorbonne Pierre-Gallon Francesqui, le grand-vicaire Joachin de Gobriacle, l’archidiacre Jean Mongin, le chapelain de la Reine, M. de Saint-Mery, ou le chapelain du Roi, Gaspard Bardonnet, le chanoine Joseph-Marie Mocet, le prévôt Pierre-Joseph Artaud, l’abbé Grisel, l’abbé de Voisenon, l’archidiacre Jean-Baptiste d’Aguesseau, le père Honoré Regnard, l’évêque jésuite de Sisteron Lafiteau, l’archevêque de Toulouse Loménie de Brienne, l’abbé Tencin. Lany, ancien maître des ballets de l’Opéra (en dehors de sa liaison avec Mlle Lachassaigne danseuse de ce théâtre) ou le bibliothécaire des Petits-Pères de la place des Victoires aiment à se faire fouetter chez Marguerite Gourdan.

## Le déclin
Le 6 septembre 1775, un arrêt du Parlement décrète une prise de corps contre Marguerite Gourdan, pour avoir recueilli chez elle la femme d’un gentilhomme de province et favorisé son goût pour le libertinage. Marguerite Gourdan n’attend pas l’application du Décret de prise de corps. Cinq jours après la prononciation de cette sentence, c’est-à-dire le 11 septembre 1775, la Petite-Comtesse licencie son personnel, ferme son établissement et prend la fuite. 
Pendant qu’on fait visiter son lupanar, le Parlement la déclare, à défaut de comparaître en justice, « dûment atteinte et convaincue de commerce honteux, maquerellage et prostitution publique et encore d’avoir débauché et attiré des jeunes filles et de les avoir prostituées chez elle » et la condamne par contumace « à être conduite dans les lieux ordinaires et accoutumés de cette Ville de Paris et notamment aux carrefours des Petits-Carreaux, le plus proche de sa demeure, montée sur un âne et le visage tourné vers la queue, ayant sur la tête un chapeau de paille avec écriteau devant et derrière portant ces mots : « MAQUERELLE PUBLIQUE » et à être ensuite battue et fustigée de verges par l’Exécuteur de la haute Justice dans les dits carrefours accoutumés, et au carrefour des Petits-Carreaux y être flétrie d’un fer chaud en forme d’une fleur de lys sur l’épaule dextre. Ceci fait, à être bannie pour neuf ans de la Ville et Prévoté et Vicomté de Paris. »[réf. nécessaire]
Marguerite Gourdan est donc promenée en effigie sur un âne avec tout le décorum prescrit ; puis le mannequin est fustigé d’importance au carrefour désigné sous les huées et les cris licencieux de la populace.
Dans les premiers jours du mois d’août 1776, la proxénète rentre à Paris et se constitue prisonnière. Elle invoque pour sa défense le témoignage du duc de Chartres, du Prince de Conti, du Maréchal duc de Richelieu, du duc de Fronsac et autres nombreux personnages nobles, prélats ou magistrats, et le Président de Gourges s’empresse de lui accorder l’absolution. Le 19 août 1776, elle est élargie et mise hors de cour le [précision nécessaire] de ce mois. Le luxueux lupanar de la rue des Deux-Portes-Saint-Sauveur est bientôt rouvert au galant public. Pendant quelques mois, ses salons, ses boudoirs sont à nouveau envahis par les anciens habitués, mais à partir des premiers jours de 1777, la fortune de Marguerite Gourdan décroit sensiblement. Pendant le temps (environ 1 an) que son établissement a été fermé, la concurrence n’est pas restée inactive, et des maisons rivales ont attiré la riche clientèle en s’efforçant de la soigner mieux qu’elle n’était rue des Deux-Portes. De sorte que, le premier élan passé, les anciens clients et clientes s’en vont un à un passer leur temps libre chez la Brissault ou chez la Montigny.
Les mœurs plus austères du roi Louis XVI, nouvellement couronné, imposent à la paillardise une trêve dont Marguerite Gourdan est la première à souffrir, et ce à tel point qu’elle fait faillite au cours du mois de mai 1778. Une fois de plus, elle réussit à se tirer du péril, mais de jour en jour, les affaires vont diminuant et la publicité se fait de plus en plus rare autour du blason de la Petite-Comtesse. Peu de temps après, Marguerite Gourdan meurt dans une chambre à coucher au premier étage de son domicile de la rue des Deux-Portes-Saint-Sauveur.
Toujours en verve, le populaire parisien lui fait une pittoresque oraison funèbre, dont la première et la moins verte des strophes commence ainsi : 
Nobles maquereaux et véroles,
Versailles, Paris sont affolés !
Tous prenons le deuil dès ce matin
Pour cette tant renommée catin.
Oui, Gourdan la maquerelle est morte,
Est morte comme elle avait vécu,
La pine au cul
Le corbillard est à sa porte
Escorté par trois cents putains
La pine en mains.

On a donné de la « Surintendante des plaisirs de la Cour et de la Ville » ce portrait : 

« Sa figure, sans être jolie, avait ce piquant qui usurpe les droits de la beauté. Sa taille était svelte, et toute sa personne inspirait un air de volupté qui appelle et commande le désir. Ses yeux agaçants lançaient des traits qui rarement manquaient leur but et ses manières, ses discours, annonçaient qu’elle figurerait avec avantage sur un théâtre plus digne de ses charmes et de son esprit. »